# 捉妖奇兵
《捉妖奇兵》（英語：Mystery of the Twin Swords II；又名《日月神劍續集之聖戰風雲》）是香港電視廣播有限公司的古裝電視劇，全劇共20集，監製楊錦泉，主要演員有郭晉安、張衛健、楊羚、劉玉翠、劉家輝、吳詠虹等。
此劇於2014年11月在TVB經典台，2017年5月26日在TVB星河頻道重播。

## 故事大綱
故事承接上部《日月神剑》，日童（郭晋安 饰）、月童（张卫健 饰）联手消灭魔尊后，日童与裘菁菁（杨羚 饰）成亲。婚礼上，河妖出现抢走菁菁，后日童虽救回菁，却始终无法开启河妖（陈狄克 饰）系于菁脚上的金锁，而金锁也在被施法后越变越大，危及菁菁生命，令三人苦恼不已。
日、月去找金斧破金锁，途中结识大理王子段飞（吴启明 饰），与之结为好友，并历经千辛万苦赴灵山找到金斧，终开破金锁，未料金斧一启动放出妖王，所幸两人误打误撞以日月神剑锁住妖王。月童自金银二柳被其师父招回后大感自由，并结识小蝶（刘玉翠 饰），两人共坠爱河。但段飞亦恋小蝶，因而对月怀恨。后来日、月发现蝶乃雀妖，日要除妖，月阻止之，而蝶魔性大发，日、月却借菁菁运功替其除魔，但失手，令二人互换身分，使得四人谈情要互换对象，尴尬不已。后幸得燕大侠（刘家辉 饰）相助，才使两人得以复原。
正当日、月陶醉爱情之际，段飞率众妖来袭，日、月千辛万苦才打败飞，但妖王（罗莽 饰）又破窍而出，大败日、月...

## 演員表
- 郭晉安 飾 阿　日
- 張衛健 飾 阿　月
- 楊　羚 飾 裘菁菁
- 劉玉翠 飾 柳小蝶
- 劉家輝 飾 燕翩躚
- 吳詠虹 飾 姜　玲
- 陳安瑩 飾 嬌嬌女
- 曾慧雲 飾 二　娘
- 承　恩 飾 裘成仙
- 侯蔚雲 飾 銀　柳
- 陳狄克 飾 河　妖
- 王偉樑 飾 小　二/村民甲
- 蔡國慶 飾 柳曉生
- 李超倫 飾 担水者
- 葉振聲 飾 倒水者/村　民
- 計祥龍 飾 茶檔老板
- 莫燕嫦 飾 假冰姬/苗疆婢女
- 鄭毅邦 飾 大　漢
- 黎秀英 飾 婦　人/村　民
- 曹　濟 飾 路　人
- 劉秀萍 飾 冰　姬
- 鄭君寧 飾 燕家丁
- 黃建峰 飾 大　漢
- 戴少民 飾 捕　頭
- 吳啟明 飾 段　飛
- 鄧煜榮 飾 縣　官
- 莊慧思 飾 新　娘
- 梁家鴻 飾 新　郎
- 袁子峰 飾 衙　差
- 蕭山仁 飾 符　六
- 邵卓堯 飾 武林人士
- 郭卓樺 飾 無　賴
- 衛德成 飾 無　賴/村　民
- 陳惠瑜 飾 婦　人/村　民
- 陳燕航 飾 小　梅
- 余慕蓮 飾 孕　婦
- 陳勉良 飾 村　夫/村　民
- 黃瑋琳 飾 裘家丁
- 江浩洋 飾 裘家丁
- 王憶祺 飾 客　人
- 千　秋 飾 妓　女
- 甯德芬 飾 妓　女
- 林依妮 飾 妓　女
- 劉　允 飾 巫　師
- 黃思恩 飾 巫師手下甲
- 李衛民 飾 巫師手下乙
- 許實賢 飾 巫師手下丙
- 焦　雄 飾 老　闆
- 博　君 飾 小　二
- 黃文標 飾 大　漢
- 葉志華 飾 木乃伊
- 孫季卿 飾 裘管家
- 李桂英 飾 女兒教教主
- 馮敏菁 飾 女兒教弟子
- 李慧初 飾 女兒教弟子
- 鄭　莊 飾 女兒教弟子
- 張　韻 飾 女兒教弟子
- 李海生 飾 獸　妖
- 馬海倫 飾 鳳　影
- 羅　莽 飾 妖　王
- 何璧堅 飾 村　長
- 馮瑞珍 飾 大　嬸
- 石　 飾 牛　叔
- 謝月美 飾 村　婦
- 凌　漢 飾 飼斜坊老闆
- 游　飈 飾 小　芬
- 王維德 飾 家　丁
- 李家鼎 飾 媽哩空
- 徐廣林 飾 酒樓老闆
- 招偉華 飾 村　民
- 鄭英龍 飾 店小二
- 馮曉文 飾 茶　客
- 陳鳳冰 飾 大　嬸
- 許寶麗 飾 村　女
- 古瑞坤 飾 車　伕
- 張振華 飾 苗疆王爺
- 方　傑 飾 苗疆法師
- 黃仲匡 飾 大　漢
- 黃成想 飾 苗疆村民
- 鄭婉雯 飾 花　妖
- 麥嘉倫 飾 裘　奇
- 林文森 飾 苗疆婢女
- 張玉嬌 飾 苗疆婢女
- 黃志明 飾 村　民
- 光　毅 飾 公　公
- 譚淑梅 飾 小　紅
- 鄧煜榮 飾 賓　客
- 陳勉良 飾 村　民
- 廖麗麗 飾 村　民
- 羅　鴻 飾 賓　客